# Moon Knight (Marvel)
Moon Knight is een personage uit de strips van Marvel Comics. Hij kwam voor het eerst voor in Werewolf by Night #32 (augustus 1975) en werd bedacht door Doug Moench en Don Perlin. Zijn alter-ego is de Joods-Amerikaanse Marc Spector, komt uit het leger waarna hij huurling werd. Spector wordt door de Egyptische maangod Khonshu gered van de dood, maar wordt zijn avatar op aarde. Marc Spector heeft een dissociatieve identiteitsstoornis en schizofrenie waardoor hij meerdere persoonlijkheden heeft. Zijn andere alter-ego's zijn Steven Grant (een miljardair en zakenman), Jake Lockley (een taxichauffeur) en Mr. Knight (rechercheur en politieadviseur).

## In andere media

### Marvel Cinematic Universe
Sinds 2022 verscheen het personage in het Marvel Cinematic Universe en wordt vertolkt door Oscar Isaac. Moon Knight wordt geïntroduceerd onder het alter-ego van Steven Grant, een eenzame medewerker van het museum in Londen. Na verschillende hallucinaties en vreemde gebeurtenissen komt hij achter het bestaan van zijn krachten als Moon Knight, die hij heeft door de Egyptische maangod Khonshu. Uiteindelijk leert Grant zijn verleden als Marc Spector, en neemt hij het samen met zijn vriendin Layla op tegen de sekteleider Arthur Harrow, de avatar van Egyptische goddelijke vergelder Ammit. Moon Knight komt voor in de volgende series:
- Moon Knight (2022) (Disney+)
- What If...? (2024) (stem) (Disney+)

### Televisieseries
- Moon Knight kwam voor in de animatieserie Ultimate Spider-Man, waarin hij werd ingesproken door Diedrich Bader.
- Moon Knight kwam voor in de animatieserie Avengers Assemble, waarin hij werd ingesproken door Gideon Emery.
- Moon Knight kwam voor in de animatieserie Spider-Man, waarin hij werd ingesproken door Peter Giles.

### Videospellen
- Moon Knight verscheen in Marvel: Ultimate Alliance, waarin hij werd ingesproken door Nolan North. Ook verscheen hij later in het vervolg Marvel: Ultimate Alliance 3: The Black Order, ditmaal ingesproken door Gideon Emery.
- Moon Knight verscheen in Spider-Man: Web of Shadows, waarin hij werd ingesproken door Robin Atkin Downes.
- Moon Knight verscheen in Marvel Pinball, waarin hij werd ingesproken door Troy Baker.
- Moon Knight verscheen in LEGO Marvel Super Heroes, waarin hij werd ingesproken door Troy Baker.
- Moon Knight verscheen in Marvel Avengers Academy, waarin hij werd ingesproken door Alan Adelberg.
- Moon Knight verscheen in Lego Marvel's Avengers, waarin hij werd ingesproken door Keith Silverstein.
- Moon Knight verscheen in Marvel Future Revolution, waarin hij opnieuw werd ingesproken door Gideon Emery.
- Moon Knight verscheen in Fortnite, als speelbaar kostuum.